# Nisaetus nanus
Diều Wallace (danh pháp khoa học: Nisaetus nanus) là một loài chim trong họ Accipitridae.

## Phân loài
- N. n. nanus (Wallace, 1868): Từ miền nam Myanmar và Thái Lan, bán đảo Mã Lai tới Sumatra và Borneo.
- N. n. stresemanni (Amadon, 1953): Đảo Nias (ngoài khơi phía tây Sumatra).